# Scartella
Scartella is een geslacht van straalvinnige vissen uit de familie van naakte slijmvissen (Blenniidae).

## Soorten
- Scartella caboverdiana Bath, 1990
- Scartella cristata (Linnaeus, 1758)
- Scartella emarginata (Günther, 1861)
- Scartella nuchifilis (Valenciennes, 1836)
- Scartella poiti Rangel, Gasparini & Guimarães, 2004
- Scartella springeri (Bauchot, 1967)
- Scartella itajobi Rangel & Mendes, 2009